# Leptomys elegans
Leptomys elegans  (Thomas, 1897) è un roditore della famiglia dei Muridi endemico della Nuova Guinea.

## Descrizione

### Dimensioni
Roditore di medie dimensioni, con la lunghezza della testa e del corpo tra 143 e 194 mm, la lunghezza della coda tra 125 e 164 mm, la lunghezza del piede tra 36 e 43 mm, la lunghezza delle orecchie tra 18 e 26 mm e un peso fino a 120 g.

### Aspetto
La pelliccia è soffice e vellutata. Il colore delle parti superiori è fulvo, più scuro sulla schiena e più chiaro sui fianchi, mentre le parti inferiori sono bianche o crema. È presente una striscia mediana di pelle priva di peli che attraversa le spalle e si estende in avanti fino alla fronte.  Le orecchie sono grandi e marroni. Il dorso delle zampe è finemente ricoperto di peli bianchi. La coda è più corta della testa e del corpo, è marrone scuro sopra, priva di pigmento sotto, la punta è bianca ed è ricoperta da 8-13 anelli di scaglie per centimetro. Il cariotipo è 2n=48 FN=54.

## Biologia

### Comportamento
È una specie terricola.

### Alimentazione
Si nutre principalmente di insetti.

### Riproduzione
Le femmine danno alla luce una media di 1,75 piccoli alla volta.

## Distribuzione e habitat
Questa specie è diffusa nella parte orientale della Nuova Guinea.
Vive nelle foreste secondarie ed in vecchi campi agricoli tra 400 e 1.600 metri di altitudine. Probabilmente è presente anche nelle foreste tropicali primarie.

## Conservazione
La IUCN Red List, considerato il vasto areale, la popolazione numerosa, classifica L.elegans come specie a rischio minimo (Least Concern).